# Jabab
Jabab (tiếng Ả Rập: جباب) là một ngôi làng Syria nằm ở quận Al-Sanamayn, Daraa. Theo Cục Thống kê Trung ương Syria (CBS), Jabab có dân số 7.699 trong cuộc điều tra dân số năm 2004.

## Lịch sử
Năm 1596, nó xuất hiện trong sổ đăng ký thuế của Ottoman dưới tên Jib, là một phần của nahiya của Butayna trong Qada Hauran. Nó có một dân số hoàn toàn Hồi giáo bao gồm 15 hộ gia đình và 5 cử nhân. Họ đã trả mức thuế cố định 40% cho các sản phẩm nông nghiệp, bao gồm lúa mì, lúa mạch, vụ hè, dê và tổ ong, ngoài các khoản thu nhập thường xuyên và đồng cỏ mùa đông; tổng cộng 3.720 akçe. 1/6 trong số này là thu nhập của Waqf.
Năm 1838, nó được ghi nhận là một đống đổ nát, nằm ở "Nukra, phía đông Al-Shaykh Maskin ".